# Способи шифрування

## Шифрування секретним способом
Шифрування секретним способом (ШСС) — первісний спосіб шифрування інформації. 
В багатьох популярних джерелах ШСС змальовуються як ніби-то застарілі, але досі застосовуються.
Слабкість підходу шифрування секретним способом полягає в тому, що секрет, відомий лише учасникам обміну зашифрованими повідомленнями, може перестати бути секретом, наприклад, внаслідок витоку інформації, або успішної криптоатаки. 
Тому при необхідності продовжувати обмін зашифрованими повідомленнями сторони мусять узгодити новий спосіб шифрування.
Для організації секретного обміну повідомленнями між усіма N учасниками, потрібно застосувати N*(N-1) різних способів шифрування. 
Скажімо, для того, щоб кожен з 450 нардепів міг спілкуватися з кожним з решти 449 інших нардепів ВР України, було б потрібно вигадати 202050 різних способів шифрування.

## Шифрування відомим способом з використанням секрету
Шифрування відомим способом з використанням секрету — це такий спосіб шифрування інформації, при якому для успішної дешифрування повідомлення одержувач мусить володіти певною секретною інформацією. При цьому власне спосіб шифрування не є частиною секрету.
На відміну від ШСС шифрування відомим способом із застосуванням секрету дає можливість використовувати однаковий спосіб, змінюючи лише секрет, який називають ключем.